# Stjepan Lozo
Stjepan Lozo  (Split, 1961.), hrvatski je povjesničar i publicist.
Fokus njegovog bavljenja povijesnim temama je na utjecajima velikosrpske ideologije i politike na Hrvate i Hrvatsku, te teme vezane uz suvremeno hrvatsko pomorstvo.

## Životopis
Stjepan Lozo rođen je u Splitu 1961. godine. Studij povijesti završio je na Filozofskom fakultetu u Zagrebu, a na Filozofskom fakultetu u Zadru je 2005. godine obranio magistarsku radnju (mr. sc.) s temom Problematika pomorstva NDH do Rimskih ugovora 1941. Na istom sveučilištu nastavio je doktorski studij, kojega još (2025. god.) nije okončao.
Utemeljitelj je (1997.) i dugogodišnji ravnatelj Hrvatskoga pomorskog muzeja u Splitu u kojem danas (2025. god.) radi u zvanju muzejskog savjetnika.
U Hrvatskoj je potaknuo promišljanje o brodovima kao kulturnom dobru; te je zahvaljujući njegovom stručnom radu gajeta Perina izrađena 1857. bila 1998. godine prvo plovilo stručno obrađeno za zaštitu i upisano na listu registriranog kulturnog dobra u Republici Hrvatskoj. Posebno zanimanje usmjerio je na događanja na Jadranu u Domovinskom ratu, te prikuplja povijesnu građu i skrbi o dijelu dokumenata vezanim uz to razdoblje povijesti hrvatskoga pomorstva.
Autor je znanstvene studije Hrvatski rat za neovisnost 1991. – razdjelnice i nazivi događaja (2011.).
U vrijeme Socijalističke Federativne Republike Jugoslavije bio je pod paskom tajne policije Udbe, od 1983. godine, zbog veza s hrvatskim nacionalizmom i angažmana u Katoličkoj Crkvi.
Godine 2017. objavio je opsežno djelo Ideologija i propaganda velikosrpskog genocida nad Hrvatima – projekt „Homogena Srbija“ 1941., u kojemu pokušava baciti osvježeni pogled na sukobe između Hrvata i Srba u 20. stoljeću. U djelu znatnu pozornost posvećuje nastanku i učincima Valerijanovog memoranduma nastalog u vodećim krugovima Srpske pravoslavne crkve, te - analizirajući podatke o velikosrpskim planovima i faktičnim pokoljima na području Hrvatske i BiH, zaključuje da je u II. svjetskom ratu bio pokrenut na dijelu teritorija NDH četnički genocid na Hrvatima. Kraljevinu Jugoslaviju i SFRJ sagledava kao "zamrznuti konflikt" među narodima koje je obuhvaćala, napose među Hrvatima i Srbima kao najvećima od tih naroda, te kao "perspektivno neodrživi projekt" velikih sila kojim su one odgodile konflikte među narodima na tom području, koje ni te velike sile nisu bile u stanju do kraja razriješiti.

## Reakcije na knjigu i intervju
Povodom izlaženja te Lozine knjige nastala je žučljiva javna rasprava između njega i istaknutog hrvatskog lijevo orijentiranog povjesničara Hrvoja Klasića. Klasić se nije osvrnuo na samu knjigu, već na Lozin intervju Slobodnoj Dalmaciji (Stjepan Lozo: U NDH su Srbi provodili genocid nad Hrvatima, a onda su 'strašne' ustaše optužili za zločin nad njima). Klasić smatra da je Lozinina teza o četničkom genocidu planiranom i provođenom nad Hrvatima u NDH "potpuna besmislica i izmišljotina". On navodi da Lozo u intervjuu nije naveo nikakve nove i prethodno nepoznate dokumente. Za spis Homogena Srbija Stevana Moljevića, savjetnika i suradnika Draže Mihailovića, navodi da je u pitanju objavljen i svima poznat dokument, s idejom stvaranja homogene i velike Srbije, koja bi se ostvarila zamjenom stanovništva između Hrvatske i Srbije (a ne genocidom nad Hrvatima, kako tvrdi Lozo). Klasić navodi da je Moljević povijesno bio potpuno nebitan čovjek, čiji se plan nije ostvario, niti je imao utjecaj na povijesne događaje.
Klasić se osvrće i na Valerijanov memorandum, za kojeg podsjeća da su o njemu pisali i Franjo Tuđman, Jozo Tomašević i Jure Krišto. Klasić navodi da se u njemu ne poziva na nikakav genocid, nego se navode brojke stradalih Srba u NDH, pri čemu Klasić priznaje da su brojke bile proizvoljne.
Klasić odbacuje i Lozinu tezu iz intervjua da su "28. lipnja 1941. Srbi počinili prvi genocidni zločin uopće na prostoru NDH". Klasić navodi kako je NDH već u prvim danima donijela rasne zakone, a da su zločini nad Srbima počeli već u travnju, pa navodi primjer pokolj u Gudovcu kraj Bjelovara, 28. travnja 1941., gdje su ustaše 28. travnja strijeljali 190 bjelovarskih Srba.
Lozo je u medijima dao odgovor na Klasićev napad, ukazujući da Klasić polemizira s (Lozinom) knjigom prije nego što ju je uopće uzeo u ruke; a da on (S. Lozo) u knjizi svakako nije argumentaciju utemeljio samo na dva dokumenta spomenuta u intervjuu kojega je Klasić pročitao, nego na stotinama različitih dokumenata. Klasićevu ocjenu da je Stevan Moljević povijesno nevažna osoba Lozo osporava, i pripisuje je Klasićevom neznanju o temi povodom koje je odlučio javno napasti Stjepana Lozu. U pogledu Valerijanovog memoranduma, S. Lozo navodi kako je u knjizi izložio zaključke čak 14 povjesničara koji su o njemu pisali.
Lozino predstavljanje svoje knjige kritizira i povjesničar i ljevičarski aktivist Dragan Markovina, također se osvrćući na intervju, a ne na samu knjigu; s pitanjem "kako je moguće da ozbiljna novina, bez ikakve ograde, objavi tezu da su Srbi izvršili genocid nad Hrvatima u NDH?". Markovina nije komentirao argumente iz same Lozine knjige.
Zlatko Begonja, pročelnik Odjela za povijest Sveučilišta u Zadru je, na drugoj strani, izrekao pohvale Lozinoj knjizi Ideologija i propaganda velikosrpskog genocida nad Hrvatima – projekt „Homogena Srbija“ 1941. kao o djelu koje može "pokazati na koji se način može srušiti oholo zdanje laži".

## Djela
Nepotpun popis:
- Alexander Kircher: portreti brodova: = Vessel portraits: kolekcija slika Hrvatskog pomorskog muzeja u Splitu, Povijesni muzej Split, Split, 2000.
- Povijesni brod Istranka, Povijesni muzej Split, Split, 2003.[15] (2. pon. izd., 2014.)
- Počeci splitskog brodostrojarstva: Rossi - prvi hrvatski motori, suautorica Gordana Tudor, Povijesni muzej Split, Split, 2006.
- Zviri, sveci i pulene, Povijesni muzej Split, Split, 2008.
- Hrvatski rat za neovisnost 1991.: razdjelnice i nazivi događaja, Povijesni muzej Split, Split, 2011.
- Zavjetni darovi pomoraca - makete brodova, suautor Ljubomir Radić ; [fotografije Branka Despotušić ... et al.], Povijesni muzej Split, Split, 2012.
- Ideologija i propaganda velikosrpskoga genocida nad Hrvatima: projekt „Homogena Srbija“ 1941., Naklada Bošković, Split, 2017. (2. izd. 2018., 3. izd. 2019., 4. izd. 2020.)
- Nastanak NDH i hrvatsko pomorstvo: (travanj - svibanj 1941.), Hrvatski pomorski muzej, Split, 2021.

## Nagrade
- 2019.: Nagrada Ljubica Štefan, za cjelokupan dosadašnji povijesno-istraživački rad, a posebno za knjigu Ideologija i propaganda velikosrpskoga genocida nad Hrvatima - projekt 'Homogena Srbija' 1941.

## Vanjske poveznice
- Stjepan Lozo: ‘Mi smo doživjeli genocid, a optuženi smo za genocid nad našim krvnicima’, (intervju sa S. Lozom, povodom prezentacije knjige “Ideologija i propaganda velikosrpskoga genocida nad Hrvatima – projekt ‘Homogena Srbija 1941.“) Kamenjar.hr – 4. travnja 2019.